# Australisk sandtärna
Australisk sandtärna (Gelochelidon macrotarsa) är en fågel i familjen måsfåglar inom ordningen vadarfåglar. Traditionellt behandlas den som underart till sandtärnan, men urskiljs allt oftare som egen art. Den häckar i Australien, men förekommer vintertid även norrut till Nya Guinea. IUCN kategoriserar den som livskraftig.

## Utbredning och systematik
Fågeln återfinns i Australien, vintertid även norrut till norra och södra Nya Guinea. Den betraktades tidigare underart till sandtärna (G. nilotica) men urskiljs allt oftare som egen art. Den behandlas som monotypisk, det vill säga att den inte delas vidare in i några underarter.

## Utseende
Fågeln är mycket lik sandtärna, men är påtagligt större, har ljusare grå mantel och helvit stjärt, näbben är högre och mindre rak och i vinterdräkt har den mer svart runt ögat och örontäckarna. Den kan ha även uppvisa olika dräkter på oregelbundna tider under året, medan sandtärna alltid har sommardräkt under perioden 
mars–maj. Några skillnader i läten mellan arterna är ännu inte kända.

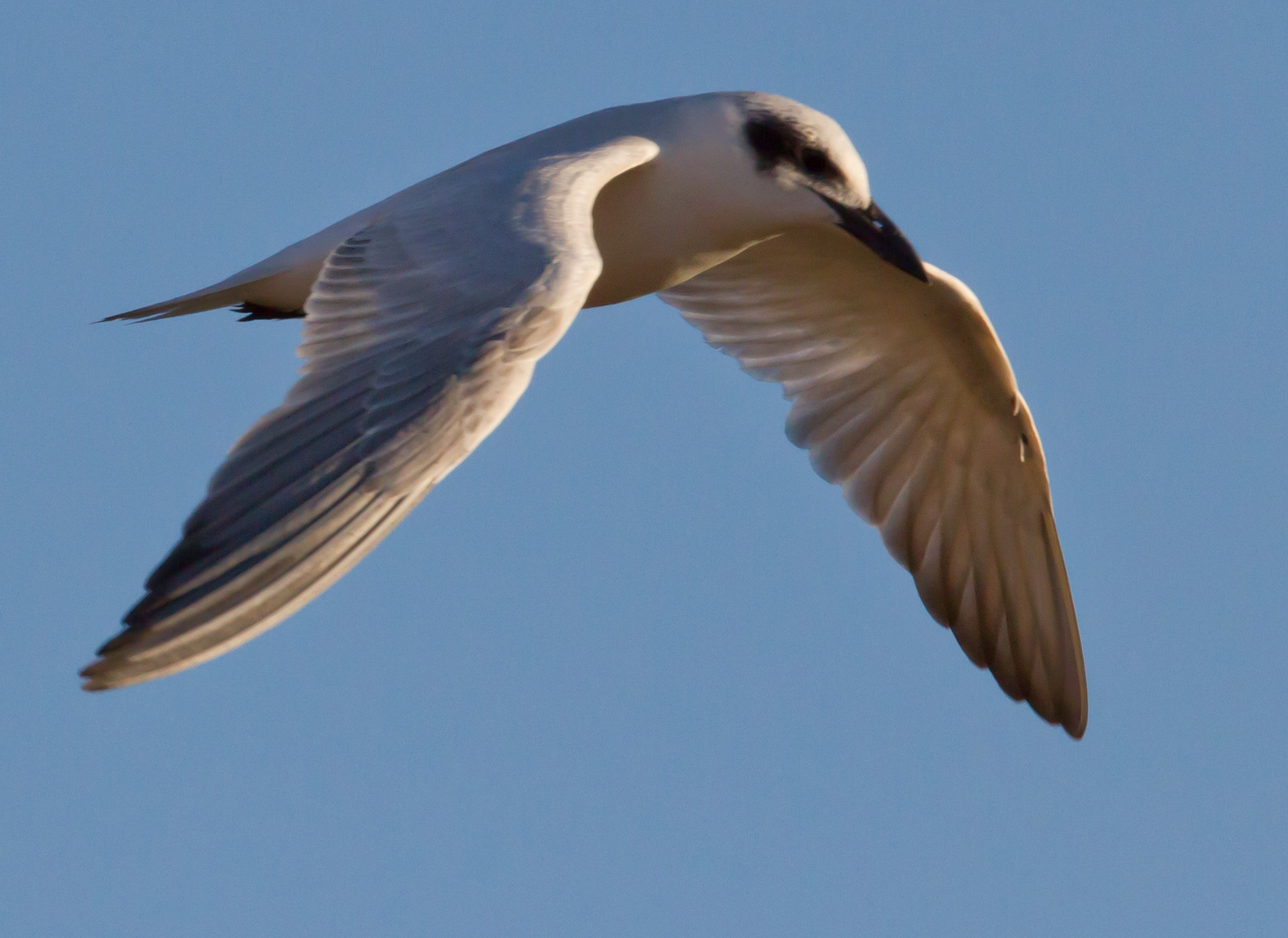
Juvenil/första vinter, Karratha, Australien.

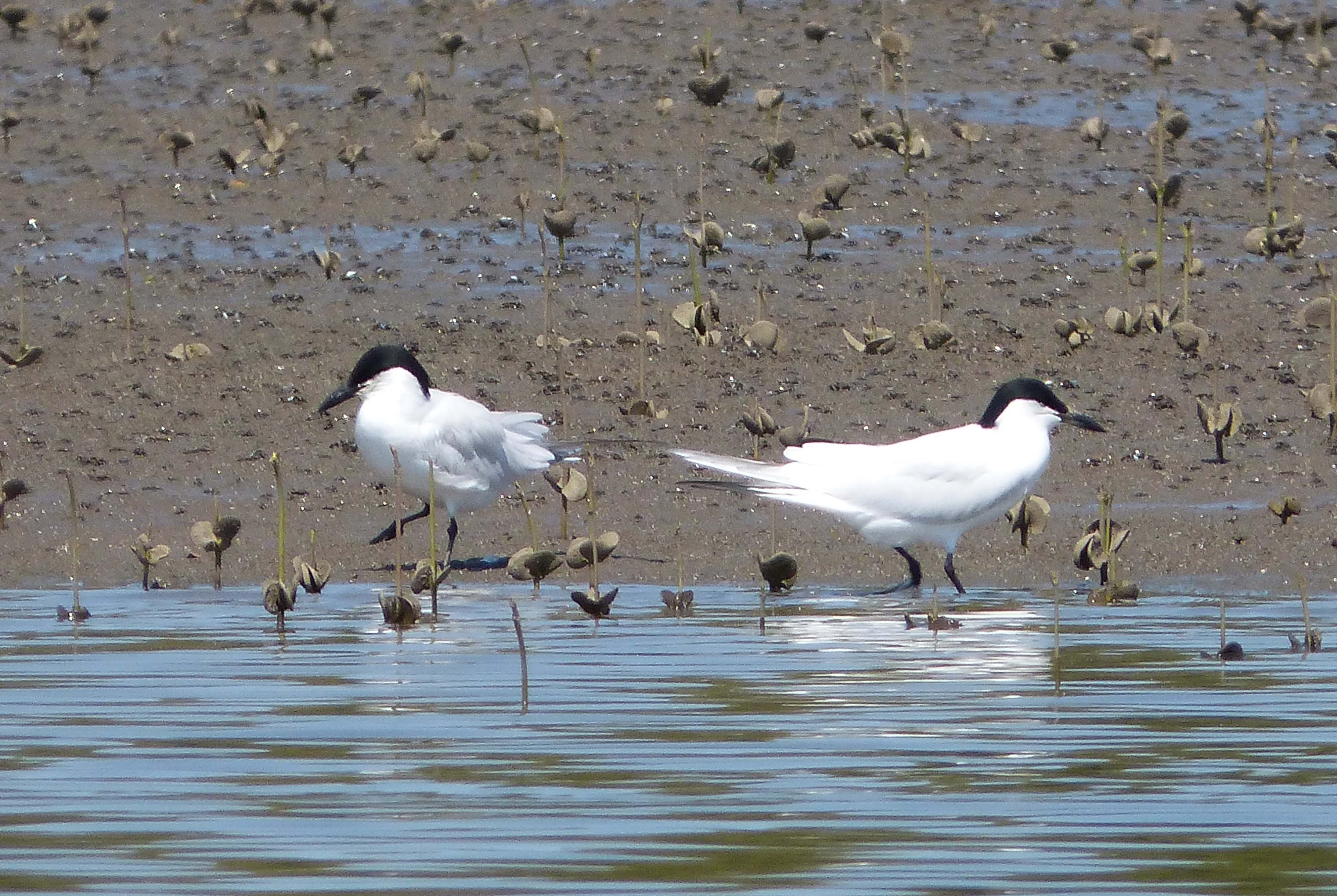
Två adulta australiska sandtärnor i Brisbane.

## Status
Artens populationstrend är okänd men utbredningsområdet är relativt stort. Internationella naturvårdsunionen IUCN anser inte att den är hotad och placerar den därför i kategorin livskraftig. Världspopulationen uppskattas till 25 000–100 000 individer.